# Антисемитизм в Российской империи

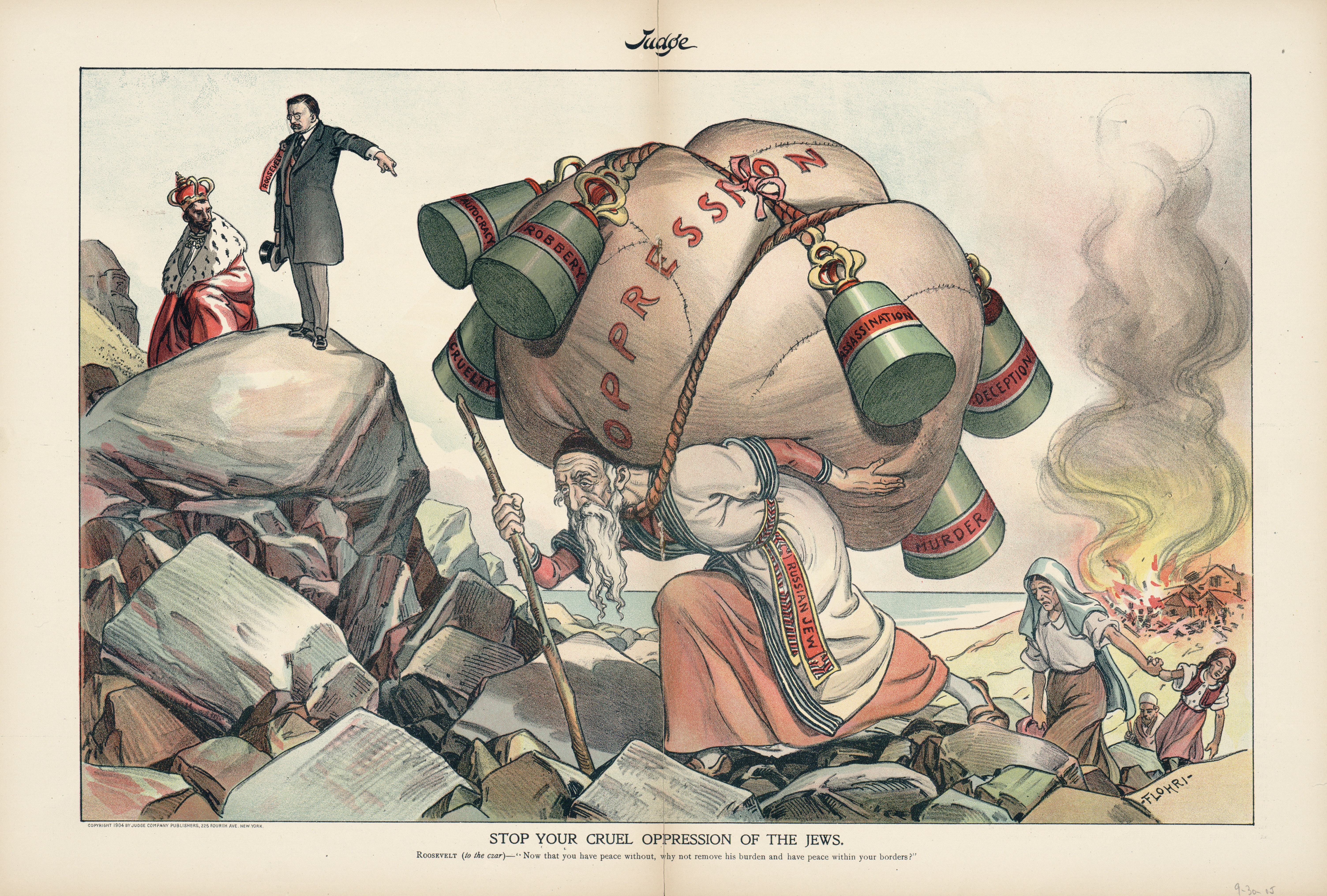
Американская литография 1905 года против антисемитизма, выпущенная после еврейских погромов в России

Антисемитизм в Российской империи выражался в различных ограничениях для евреев, таких, как черта оседлости, которые были частью официальной политики Российской империи. Имели место также пропаганда антисемитских взглядов и акты враждебности против евреев, включая еврейские погромы.

## История

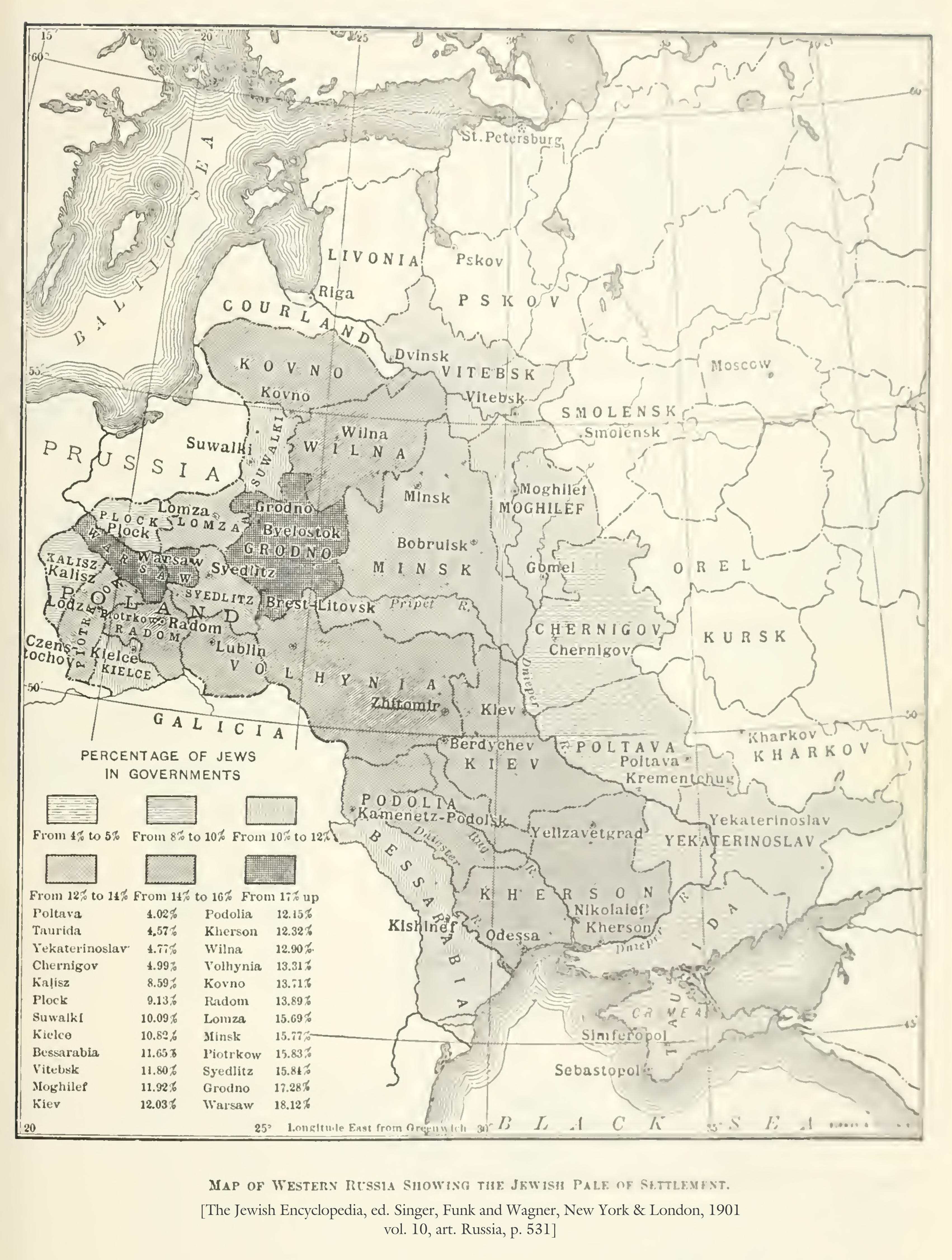
Черта оседлости в 1905 году

После раздела Речи Посполитой сотни тысяч польских евреев оказались под российской юрисдикцией. Историк Шмуэль Эттингер из Иерусалимского университета писал, что «раздел Польши между Россией, Австрией и Пруссией повлёк за собой тяжёлые потрясения в жизни еврейского населения».
С XVIII века в России действовала черта оседлости, за пределами которой иудеям за редким исключением законодательно запрещалось селиться. В отношении иудеев действовали также ограничения в свободе передвижения, приёма в учебные заведения, отбывания воинской повинности, поступления на государственную службу, участия в местном самоуправлении и др.
Антисемитские высказывания известны в 1860-е годы среди славянофилов, украинских националистов и народников. Утверждалось, что евреи, «тесно сплочённые в своих кагалах», представляют собой паразитический элемент, эксплуатирующий «коренное население». Позднее эти идеи разделяли Фёдор Достоевский и Иван Аксаков, из числа революционеров — Михаил Бакунин.
В марте 1881 года после, убийства Александра II, историк Дмитрий Иловайский, представитель славянской школы, в заметке, опубликованной 17 марта в столичной газете «Петербургские ведомости», одним из первых сформулировал идею, что русские («великорусские») революционеры-террористы «суть именно те грубые, бессмысленные орудия», «панургово стадо», по его словам, ведомое поляками, евреями и «украйнофилами».
В начале царствования Александра III в юго-западных регионах Российской империи произошла серия еврейских погромов, после чего антисемитизм стал частью официальной политики российского правительства. В дополнение к ранее действовавшим ограничениям, таким как черта оседлости, были введены новые с целью не только убрать евреев с государственной службы, из культурной и общественной жизни (на что была направлена процентная норма), но вынудить их на эмиграцию или принятие христианства. Влиятельному государственному деятелю консервативных взглядов Константину Победоносцеву приписывается высказывание: «треть евреев выедет из России, треть крестится, а треть вымрет».
В 1890 году цензура не пропустила в печать декларацию против антисемитизма, написанную В. С. Соловьёвым и подписаную рядом прогрессивных писателей и ученых, в том числе Л. Н. Толстым, К. А. Тимирязевым, А. Г. Столетовым, Я. К. Гротом, А. Н. Веселовским, В. И. Герье и др. В результате она была напечатана за границей.
Согласно переписи населения 1897 года в Российской империи проживало 5,21 миллиона лиц иудейского вероисповедания, немногим более 4 % от всего населения. В правление Николая II произошёл ряд еврейских погромов, самый крупный — в 1903 году в Кишиневе. В 1903 году в России были впервые опубликованы «Протоколы сионских мудрецов», антисемитская фальсификация, в которой говорилось о планах евреев по установлению мирового господства.

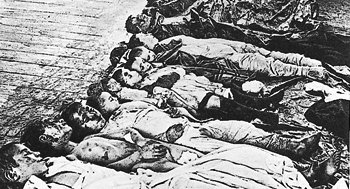
Еврейские дети, жертвы погрома в Екатеринославе в 1905 году

В годы Революции 1905—1907 годов приближённые Николая II разделяли антисемитские настроения и оказывали поддержку «Союзу русского народа», монархической организации с антисемитскими взглядами, его боевым отрядам, «чёрным сотням», и другим погромным организациям. В период Революции 1905 года Николай II открыто симпатизировал «Союзу русского народа», считая его своей «опорой» и удовлетворял прошения о помиловании его членов, участвовавших в погромах, но в данном случае, как следует из его переписки, для императора скорее важна была их лояльность престолу в сложный для страны период. Николай II писал матери, что считает 9/10 революционеров евреями, а погромы против них называл понятными вспышками народного гнева. В другом письме он именовал капиталистов еврейского происхождения «жидовской кликой» и утверждал, что они являются противниками монархии. С другой стороны, Николай II никогда сам не инициировал антиеврейское законодательство или курс в целом.
В 1906 году графом Владимиром Ламздорфом, царским министром иностранных дел, была подана записка, в которой содержался призыв к совместным действиям России, Германии и Ватикана против «иудео-масонства», революционных групп и Франции, согласно Ламсдорфу находящейся под властью «Всемирного еврейского альянса» и представляющей собой предпочтительный инструмент «для всеобщего торжества антихристианского и антимонархического еврейства». На полях документа Николай II написал: «Переговоры следует начать незамедлительно. Я полностью разделяю изложенные здесь мнения». Уже находясь под арестом, в марте 1918 года Николай II обратился к книге мистика Сергея Нилуса об «иудео-масонском заговоре», назвав её «своевременным чтением», однако «Протоколы сионских мудрецов», которые распространял Нилус, он считал фальшивкой.
В тот же период тайная типография департамента полиции печатала антисемитские листовки. Полиция и жандармерия оказывала поддержку организаторам ряда погромов. В правой печати публиковались статьи антисемитского содержания, в частности Алексея Шмакова (черносотенца и сторонника «арийской» идеи) и Иустина Пранайтиса, которые писали о всемирной опасности, исходящей от еврейства, и утверждали, что иудаизм предписывает вредить христианам и употреблять кровь христианских детей. В Государственной думе III и IV созыва ряд крайних правых делегатов (Владимир Пуришкевич, Николай Марков и др.) осуществляли травлю евреев. В 1906 и 1907 годах были убиты депутаты Государственной думы еврейского происхождения от партии кадетов, Михаил Герценштейн и Григорий Иоллос.

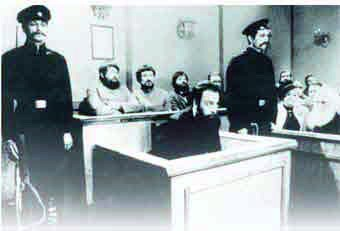
Менахем-Мендель Бейлис на суде

В 1913 году состоялся процесс над евреем Менахемом-Менделем Бейлисом, известный как дело Бейлиса. Бейлис был обвинён в ритуальном убийстве 12-летнего русского мальчика Андрея Ющинского. Обвинение в ритуальном убийстве было инициировано активистами черносотенных организаций и поддержано рядом крайне правых политиков и чиновников, включая министра юстиции Ивана Щегловитова. Местные следователи, считавшие, что речь идёт об уголовном убийстве из мести, были отстранены от дела. Через 4 месяца после обнаружения трупа Ющинского Бейлис, работавший неподалёку от этого места на заводе приказчиком, был арестован в качестве подозреваемого и провёл в тюрьме 2 года. Подсудимый был оправдан, но дело сопровождалось масштабной антисемитской кампанией в правой прессе. Исследователи считают, что истинными убийцами были скупщица краденого Вера Чеберяк и уголовники из её притона Дело Бейлиса стало самым громким судебным процессом в дореволюционной России.

## Противодействие
В конце XIX — начале XX века формировались оппозиционные политические партии. Противники самодержавия отвергали и антисемитизм. Дело Бейлиса 1913 года привело к открытому столкновению между самодержавием и оппозиционным движением. Оправдание подсудимого повредило антисемитской политике государства.
Правительство Российской империи предпринимало несколько попыток смягчение антисемитского законодательства. Осенью 1903 года министр внутренних дел Вячеслав Плеве предложил губернаторам представить соображения об изменениях в данной сфере. Однако собранное по этому совещание совещание было распущено без каких-либо результатов.
В 1906 году Советом министров под председательством Петра Столыпина был разработан проект частичной отмены антиеврейских ограничений, но Николай II наложил на него вето. Столыпин настоял, чтобы обсуждением еврейского вопроса занялась Государственная дума, но последняя также не приняла каких-либо решений.
В период Первой мировой войны черта оседлости стала местом боевых действий или была оккупирована. Появилось значительное число беженцев, включая евреев. В конце 1916 года министр внутренних дел Александр Протопопов с согласия императора подписал циркуляр, разрешавший евреям селиться в городах, где не велись военные действия, а также санкционировавший выдачу промысловых и торговых свидетельств. Однако до революции эти меры не успели вступить в силу.

## Роль и позиция церковной иерархии
Российский религиовед Юрий Табак утверждает, что, в то время как «Церковь на Западе временами занимала более активную антисемитскую позицию, нежели государство, которое иногда защищало еврейскую общину», — в России такие примеры трудно найти, вследствие подчинённости Церкви государству, каковое и было в России проводником антиеврейских мероприятий.
Традиционное для христианского богословия осуждение иудеев, не принявших Иисуса как Мессию, находим в проповедях авторитетного в русском православии богослова и проповедника епископа Игнатия Брянчанинова (1807—1867; впоследствии канонизован Московским патриархатом): «<…> Отвергши Мессию, совершивши богоубийство, они окончательно разрушили завет с Богом. За ужасное преступление они несут ужасную казнь. Они несут казнь в течение двух тысячелетий и упорно пребывают в непримиримой вражде к Богочеловеку. Этою враждою поддерживается и печатлеется их отвержение.» Но Брянчанинов здесь же замечает: «Причины этого ослепления, ожесточения, упорства достойны тщательного исследования.  <…> Поведение иудеев относительно Искупителя, принадлежа этому народу, несомненно принадлежит и всему человечеству».
Протоиерей Николай Малиновский в своём учебнике (1912), «составленном применительно к программе по Закону Божию в старших классах средних учебных заведений» Российской империи, проводил разграничение между иудейством «ветхозаветной» эпохи и современным иудейством в эпоху Новозаветной церкви, высказывая своё мнение о причинах антисемитизма:

Исключительное и чрезвычайное явление среди всех религий древнего мира представляет собою религия евреев, несравненно возвышаясь над всеми религиозными учениями древности. <…> Только один еврейский народ среди всего древнего мира веровал в единого и личного Бога <…> Культ ветхозаветной религии отличается замечательною для своего времени высотою и чистотою. <…> Высоко и чисто и нравственное учение еврейской религии сравнительно с воззрениями других древних религий. Она призывает человека к богоподобию, к святости: «святи бу́дите, яко Аз свят есмь, Господь Бог ваш» (Лев 19.2). <…> От истинной и откровенной ветхозаветной религии нужно отличать религию позднейшего иудейства, известную под именем «новоиудейства» или талмудической, которая является религиею правоверных иудеев и в настоящее время. Ветхозаветное (библейское) учение в ней искажено и обезображено разными видоизменениями и наслоениями. <…> В особенности проникнуты враждою и ненавистью отношения Талмуда к христианам; христиане или „акумы“ суть животные, хуже собак (по Шулхан-Аруху); их религия приравнивается Талмудом к языческим религиям <…> В верованиях и убеждениях, внушаемых Талмудом правоверным иудеям, <…> заключается и причина того антисемитизма, который во все времена и у всех народов имел и ныне имеет множество представителей.
Осуждая Кишинёвский погром 1903 года, архиепископ Волынский Антоний (Храповицкий) публично заявлял в слове, сказанном в житомирском соборе 20 апреля того же года:

Страшись же, христианин, обижать священное, хотя и отвергнутое племя. Страшная казнь Божия постигнет тех злодеев, которые проливают кровь, родственную Богочеловеку, Его Пречистой Матери, апостолам и пророкам. Не говори, что эта кровь священна только в прошедшем, а знай, что и в будущем их ожидает приобщение Божескому естеству (2 Петр. 1, 4) <…> Ни об одном народе — ни о русских, ни о греках не сказано, что все потомки их спасутся в свое время, а об евреях это сказано. Пусть же знают жестокие кишиневские убийцы, что они истребляли будущих христиан, находящихся в чреслах теперешних евреев, что они явились дерзкими противниками Промысла Божия, мучителями народа, «возлюбленнаго Богу» и по самом его отвержении (11, 28).<…> Верующие в Бога и во Христа Его, бойтесь мести Господней за народ Свой. Страшитесь обижать наследников обетования, хотя и отвергнутых. За неверие их будет судить Господь, а не мы.
Во время суда над Бейлисом в 1913 году эксперты Православной церкви — профессор Киевской духовной академии протоиерей Александр Глаголев (дядя и воспитатель М. А. Булгакова) и профессор Петербургской духовной академии Иван Троицкий — защищали Бейлиса и решительно высказались против обвинений евреев в ритуальных убийствах. Против антисемитских нападок со стороны крайних радикально-правых организаций выступал, по утверждению патриарха Алексия II в 1991 году, митрополит Санкт-Петербургский Антоний (Вадковский), а также ряд других иерархов и богословов Церкви: митрополит Макарий (Булгаков), епископ Гродненский Донат (Бабинский), епископ Виссарион (Нечаев), архиепископ Серафим (Мещеряков), архиепископ Макарий (Миролюбов) и другие.
По мнению Уолтера Лакера, святой Иоанн Кронштадтский в одной из проповедей 1906 года «заявил, что евреи сами навлекают на себя погромы, что погромы — рука Господня, наказывающая евреев за тяжкие прегрешения против правительства». Однако в книге «Материалы для истории антиеврейских погромов в России», выпущенный в 1919—1923 годах, приводится высказывание, сделанное Иоанном Кронштадтским в 1903 году о масштабном Кишинёвском погроме 1903 года:

Прочел я в одной из газет прискорбное известие о насилии христиан кишиневских над евреями, побоях и убийствах, разгроме их домов и лавок, и не мог надивиться этому из ряда вон выходящему событию. Помню, что было подобное событие в 1881 году, на юге России, но в гораздо меньшей силе и остроте, и было следствием пагубных увлечений и заблуждений. А теперь, что породило это, потрясающее до глубины души, буйство христианского русского народа, который, вообще, отличается простотой и добротой? Сильно чувствуется воздействие извне злонамеренных людей, подстрекнувших наш народ к такому небывалому погрому… И когда же оно свершилось? На Пасхальной неделе… Вместо праздника христианского они устроили скверноубийственный праздник сатане… Русский народ, братья наши! Что вы делаете? Зачем вы сделались варварами, — громилами и разбойниками людей живущих в одном с вами отечестве..?"

## «Арийская» идея
В XIX веке идея особого «арийского» происхождения ряда европейских народов, заимствованная у западно-европейских мыслителей, особенно у немецких, была распространена в среде русских славянофилов. Один из основателей славянофильства А. С. Хомяков и многие его ученики, в том числе А. Ф. Гильфердинг, Д. И. Иловайский и И. Е. Забелин, утверждали, что русские представляют собой потомков одной из главных ветвей группы «арийских» народов, меньше всего удалившихся от линии прямого родства. Однако в этот период русский арийский миф не был связан с неоязычеством, и принципиальным религиозным контекстом для русских славянофилов оставалось русское православие. Тем не менее, они пытались связать православие с «арийской» идентичностью и утверждали, что Византия пришла к христианству непосредственно под влиянием «арийских» народов, азиатская колыбель которых якобы находилась в Центральной Азии или Иране. По этой причине русские славянофилы, в отличие от немецких националистов, не переходили от идеи «арийского» происхождения к антисемитизму. Первоначально «арийский» миф в России выглядел как миф об идентичности, призванный доказать принадлежность русских к европейской культуре. В 1879 году в своей известной Пушкинской речи Фёдор Достоевский объявил о готовности русских к «воссоединению со всеми племенами великого Арийского рода». В представлениях Достоевского это были русская «всемирность» и «братство». Однако до начала XX века «арийский» дискурс в России не включал биологических аргументов, и «арийцы» противопоставлялись «туранцам», а не «семитам».
Некоторые авторы использовали «арийскую» идею для обоснования завоевания Центральной Азии Россией, что изображалось с одной стороны, «цивилизаторской миссией», а с другой — якобы возвращением «арийцев» (русских) на свои древние земли, где в древности уже жили скифы и другие ираноязычные народы и где, по мнению ряда авторов, находилась прародина «арийцев». Врач и археолог-любитель В. М. Флоринский писал о превосходстве славянской культуры, отождествлял саков и массагетов с праславянам и помещал прародину «ариев» в Центральной Азии. Экспансию России в этот регион он объяснял инстинктивным стремлением славян вернуться на древнюю родину. Создателями современной цивилизации Флоринский считал «семито-арийцев», наиболее одарённой народности. По Флоринскому «арийцы» возникли в западной части Памира или Тянь-Шаня, а затем переселились в Семиречье. Завоевание Центральной Азии в качестве возвращения «арийцев» на давно утраченную родину со ссылкой на «скифское происхождение» русских, рассматривали, в частности, члены Туркестанского кружка любителей археологии, действовавшего в 1895—1918 годах в Ташкенте под председательством генерал-губернатора барона А. Б. Вревского. Некоторые члены кружка делали попытки доказать, что ветхозаветные события происходили не в Палестине, а в Туркестане. В сентябре 1899 году в процессе обсуждении места проведения XII Всероссийского археологического съезда член кружка Н. П. Петерсон предложил один из городов Центральной Азии, поскольку «исследование Памира и других мест предполагаемой общей прародины народов арийского корня примиряет славянофильство с западничеством в высшем единстве, в ариофильстве».
Духовный кризис в России начала XX века обусловил увлечение язычеством, вначале античным, а затем и славянским, «родными богами», в особенности это касалось символистов. Поэт Валерий Брюсов с доверием относившийся к сообщению Платона об Атлантиде, о чём сообщал на своих лекциях, прочитанных в начале 1917 года, и вслед за Р. фон Лихтенбергом считал прародиной «арийцев» Пиренейский полуостров, где они, по мнению поэта, обитали в ледниковую эпоху. В начале XX века «славянская школа» переживала кризис, полностью перестав соответствовать требованиям развивающейся науки. Накануне Первой мировой войны в условиях роста русского национализма наследие этой школы использовалось для создания шовинистических версий русской истории России. В этот же период Запада проникла расовая версия «арийской идеи», в рамках которой мировая история рассматривалась как вечная борьба «арийцев» с «семитами». К «арийцам» в данном относились прежде всего славяне, в ряде случаев изображавшиеся как лучшие из «арийцев», например, в идеях черносотенца Алексея Шмакова (гражданский обвинитель на процессе против Бейлиса), пропагандировавшего книгу Хьюстона Чемберлена. «Арийская» тема в её антисемитском варианте была воспринята некоторыми русскими писателями-модернистами, увлекавшимися оккультизмом, включая Александра Блока и Андрея Белого, согласно которым «истинной арийской культуре» грозила «туранская» или «жёлтая опасность», включавшая и еврейский компонент. Белый считал, что за коммерциализацией культуры, стоит деятельность «семитов» и писал о «духовном порабощении арийцев». Он осуждал «семитский материализм» и призывал к «арийскому возрождению».
В период Первой мировой войны участники российского «скифского движения», включавшего известных писателей и поэтов, рассматривали «скифов» как творцов нового мира, способных примирить Восток и Запад. Россию они представляли особым «христианско-арийским», или «греко-славянским миром». Поражение России в войне и революционные события порождали стремление поднять престиж России в глазах общественности. В этом контексте, в связи с антинемецкими настроениями, Блок писал: «Последние арийцы — мы». Блок разделял идею связи славян со скифами, то есть «арийцами», что, по его мнению, обещало им великое будущее. Он пытался выявить «арийские основы» христианства и отделить их от «иудейско-рационалистического элемента». Блок резко выступил против А. Волынского, акцентировавшего внимание на иудейской основе христианства и пытавшегося дистанцировать его от «арийства».